# Philosophy & Rhetoric
Philosophy & Rhetoric è una rivista accademica trimestrale sottoposta a revisione paritaria, che tratta di teoria della retorica, etica, filosofia continentale, logica informale, teoria dell'argomentazione, teoria sociale critica e teoria politica.
È pubblicata dalla Penn State University Press ed è stata fondata nel 1968 a Henry Johnstone Jr. e Carroll Arnold, che avevano individuato la necessità di una rivista che, tra le altre cose, indagasse sulla "retorica come concetto filosofico".
Johnstone è stato il primo direttore della rivista, dal 1967 al 1977 e, nuovamente, dal 1987 al 1997. Dopo Johnstone, Gerard A. Hauser è stato il direttore che ha ricoperto la carica più a lungo, dal 1987 al 1993 e poi dal 2003 al 2017.
Il caporedattore è Erik Doxtader (Università della Carolina del Sud).

## Indicizzazione
Gli abstract e gli articoli della rivista sono indicizzati da: Arts and Humanities Citation Index, Current Contents/Arts & Humanities, International Bibliography of Periodical Literature, MLA International Bibliography e Scopus.

## Capiredattori
Si riporta di seguito l'elenco dei capiredattori della rivista:
- Erik Doxtader, 2018–present
- Gerard A. Hauser, 2003–2017
- Stephen H. Browne, 2003
- Richard A. Lee, 2000–2002
- Richard Doyle, 1998–2002
- Pierre Kerszberg, 1998–1999
- Marie Secor, 1994–1997
- Stephen H. Browne, 1994–2003
- Gerard A. Hauser, 1990–1993
- Henry Johnstone Jr., 1987–1997
- Donald Verene, 1977-1987
- Henry Johnstone Jr., 1967–1977.

## Numeri speciali
Occasionalmente, la rivista pubblica numeri speciali dedicati a un argomento specifico. I numeri speciali passati sono stati:
- 2017 - Philosophy & Rhetoric at 50 - curato da Gerard Hauser
- 2016 - Speech in Revolt: Rancière, Rhetoric, Politics - curato da Michaele L. Ferguson
- 2015 - The Rhetorical Contours of Recognition - curato da Sarah Burgess
- 2014 - Extrahuman Rhetorical Relations: Addressing the Animal, the Object, the Dead, and the Divine - curato da Diane Davis e Michelle Ballif
- 2013 - Rhetoric's Contributions to the Study of Argumentation - curato da Ralph H. Johnson and Christopher W. Tindale
- 2012 - Between Philosophy and Rhetoric--Essays in Honor of Michael C. Leff - curato da Stephen Browne
- 2011 - On Walter Benjamin - curato da James Martel
- 2010 - The New Rhetoric - curato da James Crosswhite
- 2009 - France: Current Writing in Philosophy and Rhetoric - curato da Philippe-Joseph Salazar
- 2008 - Inventing the Potential of Rhetorical Culture—The Work and Legacy of Thomas B. Farrell - curato da Erik Doxtader
- 2007 - Philosophy & Rhetoric—40th Anniversary - curato da Gerard Hauser
- 2005 - Emmanuel Levinas: The Rhetoric of Ethics - curato da Claire Katz.